# Gaj (żupania zagrzebska)
Gaj – wieś w Chorwacji, w żupanii zagrzebskiej, w mieście Vrbovec. W 2011 roku liczyła 381 mieszkańców.